# Dioptrochasma aino
Dioptrochasma aino là một loài bướm đêm trong họ Geometridae.